# Qingshui Jiang (vattendrag i Kina, lat 27,19, long 109,81)
Qingshui Jiang är ett vattendrag i Kina. Det ligger i den centrala delen av landet, 1 500 km söder om huvudstaden Peking.